# Резня в регионе Ялова-Гемлик-Орхангази
Резня в регионе Ялова-Гемлик-Орхангази или резня на полуострове Ялова (тур. Yalova Katliami) — ряд этнических чисток в 1920—1921 годах, совершённых греческими и армянскими бандами (четами) по греческих инструкциях и, иногда, при участии регулярной греческой армии, направленных против мусульманского населения (в первую очередь турок, а также грузин-мусульман, лазов, аварцев и черкесов) трёх районов: Ялова, Гемлик и Орхангази (особенно в Ялове). Вероятно, является наиболее крупным случаем убийства турецкого населения в ходе второй греко-турецкой войны (см. Список массовых убийств в ходе Второй греко-турецкой войны). Вследствие массовой резни было сожжено либо уничтожено 27 мусульманских деревень и убито 5500-9100 человек.
Высокое число погибших в результате этих событий убедило Арнольда Тойнби, который первоначально выступал за Грецию, в том, что «греки неспособны править турками». Союзная комиссия, состоящая из американских, британских, французских и итальянских офицеров, во главе с Морисом Гери (англ.), представителем Женевского Международного комитета Красного Креста и Арнольдом Тойнби отправилась в регион для расследования злодеяний. Майкл Смит утверждает, что в массовых убийствах принимали участие и черкесские нерегулярные формирования. Арнольд Тойнби пишет насчёт этого следующее: «они играли второстепенную роль и нет никаких оснований делать их козлами отпущения ни за это, ни за какое-либо другое зверство греков». Одним из результатов этих событий было то, что беженцев переправляли в Константинополь на кораблях.

## Предыстория
Население региона до Первой мировой войны состояло из этнически разнообразного населения, включая турок, греков и армян. Многие мусульманские беженцы с Балкан и Кавказа (мухаджиры) поселились в этом районе в 19 веке, основав свои деревни и, испытав гонения от христиан, способствовали антихристианским настроениям в империи (см. Мухаджирство в Османской империи). В районе Орхангази большинство составляли армяне, а мусульмане — меньшинство (34 %). В районе Ялова в 1914 году мусульман также было меньшинство (36 %), а христиан — большинство. Лишь в районе Гемлика мусульмане составляли более половины населения (57 %), но город Гемлик к моменту войны был почти полностью греческим (90 %).
Таблица населения в регионе в 1914-м году:
| Религиозная/этническая принадлежность | Ялова  | Гемлик | Орхангази |
| ------------------------------------- | ------ | ------ | --------- |
| Мусульмане                            | 7 954  | 16 373 | 11 884    |
| Греки                                 | 10 274 | 8 568  | Н/Д       |
| Армяне                                | 3 304  | 3 348  | 22 726    |
| Другие                                | Н/Д    | Н/Д    | 157       |
| Всего                                 | 28 289 | 21 532 | 33 767    |

Большинство армян региона были депортированы во время геноцида, а их деревни сожжены и лишь небольшая часть размером в несколько тысяч выживших вернулась: около 2000 в Гемлике по состоянию на 1921 год. В 1921 году в Гемлике также находилось 3500 греческих беженцев, в основном из районов вокруг Изника, где они стали жертвами турецких зверств.
Дополнительным фактором, который привёл к насилию, было возвращение в свои дома греческих беженцев, которые были перемещены в результате османской политики этнических чисток во время Первой мировой войны. С другой стороны, тысячи мусульманских (по большей части турецких) беженцев с Балкан и Кавказа, которые заселялись в их дома, были изгнаны. Эта цепочка событий создала сельский контингент, склонный к разбоям и насилию с обеих сторон. Согласно отчёту союзной комиссии, события во время Первой мировой войны и проблемы беженцев не были основной причиной полного разрушения многих турецких деревень и городов на полуострове Гемлик-Ялова. Её члены пришли к выводу, что массовые убийства и разрушения были осуществлены в соответствии с планом греческой армии, которая также призывала к участию местных греков и армян.
В результате первой мировой войны Османская империя официально капитулировала перед странами Антанты и ей пришлось распустить свою армию. Три паши, в прошлом образующие младотурецкий триумвират, бежали из страны и формально на трон взошёл султан Мехмед VI, который без всяких упрёков выполнял все условия Антанты. На мирной конференции британские и французские делегаты решили передать Греции Смирну и её окрестности. Греческая армия, с поддержкой союзников, заняла Смирну. Тем временем в Анкаре власть перешла к Мустафе Кемаль-паше и его идеалогическим сторонникам. Турецкие националисты под его командованием были не согласны с этим решением и отказались принимать Севрский мирный договор. Их целью было изгнать все оккупационные силы из Анатолии и создать национальное государство для турок, что шло вразрез с греческими ирредентистскими планами относительно Малой Азии. Так началась вторая греко-турецкая война.

## Резня
После поражения Османской империи в Первой мировой войне полуостров был оккупирован Великобританией. В конце 1920 года контроль над полуостровом перешёл к греческим войскам. Продвижение греческих войск в июне-июле 1920 г. на восток, за пределы «зоны Смирны», привело к межэтническому конфликту в районе Измит, сопровождавшимся военными действиями между турецкими и греческими войсками и некоторыми черкесскими наёмниками. Турецкие иррегулярные отряды были замечены в проявлении жестокости в отношении христианских деревень района Изник, к востоку от Яловы и за пределами территории, контролируемой греческой армией (см. Резня в Изникско-Измитском регионе). В городе Изник 15 августа 1920 года были убиты 539 греков, 20 армян и 18 евреев. Греки и армяне, пережившие геноцид во время Первой мировой войны и вернувшиеся в свои деревни, стали жертвами массовых убийств и поджогов сёл турецкими бандами. Большинство этих зверств произошло в деревнях к востоку от озера Изник. Турецкие источники обвиняют христиан в совершении тех же злодеяний на территории, подконтрольной греческой армией и это подтверждается отчётом западных союзников.
С лета 1920 года греческие войска удерживали обширную и населённую преимущественно мусульманами территорию, на которой нерегулярные отряды турок вели боевые действия и шпионаж, действуя против греческих коммуникаций. После неудачного наступления греческие войска отомстили турецким деревням, среди которых, как они подозревали, были жители, которые вели антигреческую деятельность и укрывали оружие. Османские документы указывают на то, что местные турецкие деревни были разоружены и поэтому стали лёгкой добычей для грабежей греко-армянских банд.
После греческой оккупации местное турецкое население направило османским и союзным властям жалобы на зверства греков, но, по всей видимости, без особого эффекта. В отчёте османской жандармерии района Балыкесир сообщалось, что после греческой оккупации (август 1920 г.) турки подвергались убийствам, пыткам, изнасилованиям и грабежу. Оружие мусульманского населения было собрано и передано местным грекам и армянам. Согласно османским архивным документам, деревни Дутлука (7 сентября 1920 г.), Байыркёй и Пашаяйлав в районе Орхангази были сожжены, а население уничтожено. В районе Ялова деревня Чынарджик была разграблена, местные жители подверглись жестокому обращению, некоторые были убиты.
Греческая армия захватила Орхангази 16 октября 1921 года после того, как подавила сопротивление турецких ополченцев. На следующий день в соседнем турецком селе Чакырлы произошла резня, мужчин заперли в местной мечети, где их заживо сожгли, а тех, кто выбегал, расстреляли. Двумя днями позже, 18 октября 1921 года, была сожжена близлежащая турецкая деревня Урегил. 16 апреля около 1000 турецких жителей Орхангази были депортированы в Гемлик, в то время как город был частично сожжён в тот же день греками. Беженцы достигли Гемлика в очень тяжёлых условиях, большинство из них были ограблены, а многие убиты по дороге. Позже выжившие из них были эвакуированы союзниками в Стамбул на лодках. На следующий день, 17 апреля, произошла резня в деревне Геделек, которая была сожжена. Османская жандармерия сообщила о нападении на деревню Али Аль-Сабах. 10 мая 1921 года деревня была разграблена христианскими военизированными формированиями, а женщины изнасиловали. В Армутлу женщин также систематически насиловали.

## Приезд и расследование союзной комиссии
В мае 1921 года для расследования событий была создана союзная комиссия, состоящая из американских, британских, французских и итальянских офицеров, возглавляемая представителем Женевского международного комитета Красного Креста — Морисом Гери (англ.). Они отплыли на теплоходе «Бриони» и 12 мая достигли Гемлика. 13 мая 1921 года комиссия начала своё расследование с посещения сожжённых деревень вокруг озера Изник: Чертекичи (турецкая), Ченгилер (армянская) и Геделек (турецкая). В Эртекичи они обнаружили, что 4 греческих солдата поджигали уцелевшие здания. Затем они вернулись в Гемлик. Здесь они увидели собравшихся там турецких беженцев, большинство из которых были из Орхангази, который был сожжён греческой армией месяцем ранее, 16 апреля. Беженцы жаловались, что по пути в Гемлик их грабили греки и армяне. Комиссия заслушала различные дела, включая изнасилование и пытки шестидесятилетней женщины шестью греческими солдатами.
В воскресенье 15 мая комиссия обнаружила, что турецкие деревни Капаклы, Нарлы и Караджаалы сожжены, в тот же вечер они пошли на лодку «Бриони», подплыли к берегу Караджаалы и обнаружили на пляже трупы 11 турок, которые были убиты несколькими часами ранее штыками. Они выслушали жителей Караджаалы, которые сказали, что греки увезли 40 женщин.
16 мая комиссия отправилась в деревню Кучук-Кумла, местное турецкое население оставалось в своих домах из-за страха, но когда они поняли, что это комиссия союзников, группа из около 1000 жителей собралась вокруг них. Они рассказали, что ситуация была ужасной уже месяц и что в прошлый четверг группа из 60-65 греческих солдат в сопровождении 40 местных греков прибыла в деревню и убила трёх мужчин и ранила одну женщину. Накануне другая группа греков убила 8-9 человек. Позже в тот же день комиссия отправилась в деревню Капаклы, которая горела три дня. Под завалами нашли 8 тел, 4 из которых — женщины.
Выжившие сказали комиссии, что виноваты греческие солдаты. Затем комиссия посетила село Нарлы, которое было сожжено и все ещё горело. Комиссия выявила аналогичные случаи в районе Ялова, где были сожжены 16 мусульманских деревень. 21 мая была обнаружена разрушенная пара деревень Коджадере, причём все жители пропали без вести, а трупов найти не удалось. Затем члены комиссии отплыли в Константинополь 22 мая.

## Вывод комиссии
Союзная комиссия, состоящая из британских, французских, американских и итальянских офицеров и возглавляемая представителем Женевского международного комитета Красного Креста — Gehri Морисом Гери (англ.), подготовила совместный отчёт о своих исследованиях в регионе. В нём пишется о том, что греческие войска были задействованы в систематическом истреблении мусульманского населения полуострова Гемлик-Ялова. В своём отчёте от 23 мая 1921 года комиссия заявила следующее:
Похоже, что в последние два месяца применялся определённый и регулярный метод разрушения деревень, группа за группой … Существует систематический план разрушения турецких деревень, уничтожения и исчезновения мусульманского населения. Этот план осуществляется греческими и армянскими бандами, которые, по всей видимости, действуют по греческим инструкциям, а иногда даже с помощью отрядов регулярных войск.
По словам Мориса Гери (англ.), резня была результатом поражения греческой армии во второй битве при Инёню:
Во время нашего расследования полуостров Саманлы-Даг [Гемлик-Ялова] находился за пределами фронта и никогда не был театром военных действий с начала греческой оккупации. До прошлого марта в регионе было тихо. Преступления, о которых нам стало известно, относятся к периоду последних двух месяцев (с конца марта по 15 мая). Они являются следствием отступления греческой армии после поражения у Эскишехира [Инёню].
Позднее известный историк Арнольд Джозеф Тойнби активно работал в этом районе в качестве военного репортёра. Тойнби заявил, что он и его жена лично были свидетелями зверств, совершённых греками в районах Ялова, Гемлик и Измит и они не только «получили многочисленные вещественные доказательства в виде сожжённых и разграбленных домов, недавних трупов и жертв террора», но также были свидетелями грабежа со стороны греческих банд и поджогов греческими солдатами в военной форме во время совершения преступления.

## Число жертв
Число погибших разнится в зависимости от источника, однако все они сходятся в одном: в ходе систематической резни были уничтожены тысячи человек. Согласно Вильяму Харди Макнейлу, на полуострове Ялова было убито 5500 мусульман, не включая других двух районов, на которых массовые убийства, пусть и не таких масштабов, также имели место быть. В газете «The New York Times» пишется, что в результате событий 6000 мусульман «исчезли», что можно понимать по-разному: убиты, бежали или пропали без вести. Однако учитывая вывод комиссии, в котором идёт речь об «уничтожении мусульманского населения полуострова», можно утверждать, что они были именно убиты. Орган Арслан (турецкий автор) пишет о том, что по словам Мориса Гери (англ.) 6000 мусульман погибли. Согласно турецким архивам число погибших в ходе этнических чисток во всём регионе составляет по меньшей мере 9100 человек.

## Память
Деревни Коджадере и Аккёй каждый год поминают жертв резни, а также у них есть соответствующие памятники. Турецкий писатель Мехмет Баллы — автор исторического романа «Энгере», посвящённого событиям.